# 横山欣司
横山 欣司（よこやま きんじ、1935年〈昭和10年〉11月1日 - 2023年〈令和5年〉12月28日）は、鹿児島県を拠点に活躍していた日本のフリーアナウンサー。

## 略歴
東京府北多摩郡出身。國學院大學を卒業。
1959年（昭和34年）2月12日、MBC南日本放送にアナウンサーとして入社。入社した年からMBCラジオの洋楽番組『ユアヒットパレード』のディスクジョッキーとして活躍し若者の支持を集める。
1963年（昭和38年）、鹿児島市の丸屋デパートに完成した、九州初となるラジオ公開放送のサテライトスタジオ「MBCサテライトスタジオ」での放送が開始され、公開放送の度にスタジオ前には人だかりができる状態であったが、ユアヒットパレードで人気を博していた横山がアナウンサーの有島裕子と司会を務め、1965年（昭和40年）に丸屋で行われた2周年記念イベントの公開ラジオ番組「ミュージック☆オンパレード」もその例外ではなく、集まった多くの来場者から2人がリクエスト曲の受け付けを行った。
1970年代からMBCテレビの番組にも出演し、1973年（昭和48年）に開始された地域密着のワイドショー『奥様ワイド・MBCですこんにちは!』では初代の司会を担当。MBCのテレビ番組やラジオ番組も多数手掛ける。
1979年（昭和54年）4月からは『MBC6時こちら報道』のニュースキャスターを務め、『MBCニュースナウ』まで含め21年間、午後6時台のニュースキャスターを務める。入社以来、選挙、災害、1964年東京オリンピックの聖火リレー実況中継、ロケット打ち上げ、昭和天皇が鹿児島県へ来訪した際の随行報道、平成5年8月豪雨（通称、8・6豪雨）での徹夜での報道など、様々な報道に携わった。
MBC南日本放送のアナウンサー、報道部長を歴任し、1996年（平成8年）3月31日に定年を迎え嘱託再雇用となり、2000年（平成12年）3月31日放送のMBCニュースナウを最後に、ニュースキャスターを降板すると共にMBCを退社。同局退社後はMBC学園のアナウンス教室における講師や、ラジオ番組のディスクジョッキーなどMBC専属パーソナリティを務め、MBCラジオの番組『横山欣司のようこそ歌謡ワールド』は2021年（令和3年）まで担当。ニュースキャスターを降板した後も、企画番組などの仕事に関わる。
2021年（令和3年）10月、病気療養のため入院。2024年（令和6年）1月9日、同局のテレビ番組『MBCニュースナウ』やラジオ番組『ゆうぐれエクスプレス』などにおいて、2023年（令和5年）12月28日に鹿児島市内の病院で死去したことが公表された。満88歳没。

## 人物
冷静沈着、判断力、臨機応変の3つを、ニュースキャスターとして肝に銘じ、「核心を、簡潔に、感じよく」の3Kを大切にしていた。生放送を担当することが多かったため、日頃の体調管理に気を使っていた。横山がMBCニュースナウの司会を退く約6年半前の、平成5年8月豪雨における8・6水害では、MBCの社屋が水没する事態となり従業員が排水作業をしながら、放送を通して最新情報を提供する状況であったが、横山は最も印象に残った出来事として挙げつつ「放送局の使命として、何をどう伝えるか。人々の役に立てるかどうかがある。使命感、役目で一生懸命だった」と語っている。
「オール・ザ・桜島」と言葉を発する際に手をバーンと噴火のように動かすなど、比較的自由に喋れるラジオ番組などでは、大げさな手ぶりで手が動く癖があった。
「20世紀最高のグループ」と称する程の、ビートルズのファンでもある。
週に3、4回は複数の書店を回り、詩歌、旅行、時代小説、演劇、音楽、料理など様々なジャンルの本を多い時で10冊程度購入。読書しながら、これはと思った文章はメモし、自分にとって本当に大事だと判断した本だけ残して、月に一度なじみの古書店に引き取りに来てもらっていた。
宮原恵津子と采野吉洋が入社したばかりの時には、アナウンサーとしての新人研修において、上司としてそれぞれにアナウンスレッスンを行っており「アナウンサーとして綺麗な言葉を喋るだけではなく、いざという時にどう行動するかで、その人の本質が出る」「言葉の選び方で相手の気持ちは変わる。白髪が増えましたね、より、おぐしが白くなりましたね、のほうが印象が良い」「自分を肥やすために、色々なものを見なさい。コンサートも色々なものを観に行きなさい」「日常生活では英単語などの外来語を使ってしまうことが多く流されてしまいがちだが、日本には昔からある伝統的な言葉づかいがあるので、皆さんに聞いていただくからには美しい日本語も勉強してくださいね」などの助言も行った。
宮原は横山に、言葉選びだけでなく所作が指先まで美しいという印象を持っていた。
采野は、研修では厳しかったという印象を持つ一方、社内では事あるごとに横山の物真似をして笑いを取っており、ユアヒットパレードでの「カッコが良くて音楽に強いのが現代のヤング」という台詞を面白おかしく真似たり、ようこそ歌謡ワールドの「黄金（）の椅子をご用意して、あなたのリクエストをお待ちしています」という台詞を「魔法の椅子を用意して～～」「ガルバリウム鋼板の椅子を用意して～～」「クロムモリブデン鋼の椅子を用意して～～」などアレンジしたうえジングルまで付けるなど、悪ふざけをしていた。
MBCタレントの赤岩瞳は、3人でポニーメイツをしていた、はじめてまだ半年ぐらいの頃に、横山からアナウンス研修してあげるからと2～3か月程、簡易的なアナウンスレッスンを行ってもらって以来、横山のことを先生と呼んでおり、社内で横山を見かけ「先生こんにちは」と話しかけたときに「お元気ですね。頑張ってますね」と声をかけられるのを内心嬉しく思っていた。

## ユアヒットパレード
1959年（昭和34年）秋、新人アナウンサーであった横山は『ユアヒットパレード』2代目ラジオパーソナリティに就任。選曲と構成まで1人で仕切る米国のディスクジョッキー様式を鹿児島で確立し、大きなほら話も時折入り混ぜた、テンポとリズムが良い楽しい口調で番組を進行し、洋楽を紹介。
レコード会社から送られてきたテスト盤を聴き「これは凄い」と、当時はまだほとんど知られていなかったビートルズにも目を付け、いち早く紹介し、ビートルズの新曲では日本で最も早く番組で紹介した曲もあった。当時は、ビートルズを聴くと不良というレッテルを貼られた時代で、いつもリスナーのことを気にかける人柄であった横山は、MBCを訪ねてきた中高生に「親に聴いたらいけないと言われる。どうしたらいいでしょう」と相談されたこともあった。
ステレオコンサートやビデオコンサートをはじめ、観客の前で横山が喋りと洋楽を披露する連動イベントも実施。番組は、華やかなイラストで飾られたリクエストはがきが、1日に何百通と届く程の人気となる。
この番組を聴いて育ち、後に音楽界で活躍している芸能人には長渕剛やHOUND DOGの鮫島秀樹がおり、長渕は英語を習いたてだった中学生の頃、横山の『ユアヒットパレード』や深夜ラジオ番組『ミッドナイト・テレフォンリクエスト』をよく聴いており、番組で流れた洋楽のポップスを、翌日にポケットへ手を突っ込みながら口ずさんで登校したり、リクエストを読まれた友達に「お前リクエストしたろ」と話題を振るほどのリスナーであり、そこから音楽に目覚め、ラジオ番組は後に様々なアーティストなどが担当する『オールナイトニッポン』も、エッチな内容のものも含め聴いていた。
1959年（昭和34年）から27年間ユアヒットパレードを担当。1番組を27年間DJした功績から、1983年（昭和58年）の第9回アノンシスト賞で放送活動賞を受賞。
2000年（平成12年）には横山によるユアヒットパレードが1日限定で復活し、2006年（平成18年）には横山によるステレオコンサートが復活し、2014年（平成26年）の3千回突破記念スペシャル企画として番組に横山がゲスト出演した。

## 出演

### テレビ
- 奥様ワイド・MBCですこんにちは!（1973年7月2日 - [6][注釈 6]）
- MBC6時こちら報道（1979年4月 - 1990年3月[注釈 7]）
- MBC経済ナウ[6][注釈 8]
- MBCニュースナウ（1990年4月 - 2000年3月[注釈 9]）

### ラジオ
- ユアヒットパレード（1959年秋[2] - 1985年）2代目ディスクジョッキー
- ミッドナイト・テレフォンリクエスト（1971年7月25日[注釈 10] - 8月29日[注釈 11] [注釈 12]、1972年1月2日[注釈 13] - 7月16日[注釈 14][注釈 15]）
- わたしの二十世紀[6][注釈 16]
- 横山欣司のようこそ歌謡ワールド（1990年、2005年10月1日[10] - 2022年3月[注釈 17]）